# Phaonia mimofausta
Phaonia mimofausta är en tvåvingeart som beskrevs av Ma och Wu 1989. Phaonia mimofausta ingår i släktet Phaonia och familjen husflugor. Inga underarter finns listade i Catalogue of Life.